# Amphimallon
Amphimallon  es un género de coleópteros escarabeidos que contiene las siguientes especies.

## Especies
| - Amphimallon adanense - Amphimallon alatavicus - Amphimallon altaicum - Amphimallon altifrons - Amphimallon amphibolum - Amphimallon arianae - Amphimallon arnoldii - Amphimallon assimile - Amphimallon atrum - Amphimallon beludschistanus - Amphimallon besnardi - Amphimallon brucki - Amphimallon burmeisteri - Amphimallon cantabricum - Amphimallon caucasicum - Amphimallon circassicum - Amphimallon circumligatum - Amphimallon crinitus - Amphimallon dalmatinum - Amphimallon evorense - Amphimallon fallenii - Amphimallon fissiceps - Amphimallon furvum - Amphimallon fuscum - Amphimallon galleti - Amphimallon gianfranceschii - Amphimallon insculptus - Amphimallon javeti - Amphimallon jeannae - Amphimallon jeannei - Amphimallon jedlickai - Amphimallon jenrichi - Amphimallon julieni - Amphimallon keithi - Amphimallon krali - Amphimallon litigiosus - Amphimallon lusitanicum - Amphimallon maevae | - Amphimallon majale - Amphimallon maniense - Amphimallon melillanum - Amphimallon menori - Amphimallon modestus - Amphimallon montanum - Amphimallon mussardi - Amphimallon naceyroi - Amphimallon nigripenne - Amphimallon nigrum - Amphimallon obscurus - Amphimallon occidentalis - Amphimallon ochraceum - Amphimallon pardoi - Amphimallon peropacum - Amphimallon pini - Amphimallon pseudomajale - Amphimallon pygiale - Amphimallon roris - Amphimallon ruficorne - Amphimallon safiense - Amphimallon sainzi - Amphimallon scutellaris - Amphimallon seidlitzi - Amphimallon semenovi - Amphimallon sogdianum - Amphimallon solstitiale - Amphimallon spartanum - Amphimallon subcristatus - Amphimallon subparallelum - Amphimallon suturalis - Amphimallon theryi - Amphimallon variolatus - Amphimallon verticale - Amphimallon vitalei - Amphimallon vivesi - Amphimallon volgense - Amphimallon vulpecula |